# 마린 (프로게이머)
마린(본명: 장경환, 1991년 2월 12일 ~ )은 대한민국의 전직 리그 오브 레전드 프로게이머 출신 프로게임단 지도자이다. 선수 시절 포지션은 탑 라이너였다. 아이디는 MaRin을 사용했다. 현재 팀 리퀴드의 감독이다.

## 선수 경력
2013년 6월 29일, SK텔레콤 T1 S에서 프로 커리어를 시작했다. 2013-2014 윈터 시즌에서는 부족한 모습을 보여주었다. 2014 스프링 시즌 챔피언스에서는 좋은 모습을 보여주었다. 하지만 NLB에서는 다시 좋지 않은 모습을 보여주었다. 서머 시즌에서도 부족한 모습을 드러냈다.
2015시즌을 앞두고 SK텔레콤의 형제팀이 합쳐지게 되면서 SK텔레콤의 형제팀으로 합류하게 되었다. 스프링 시즌 팀의 주전 탑 라이너로 활동하면서 팀의 우승에 기여했다. 스프링 시즌 우승으로 2015 MSI에 출전했다. 하지만 4강전 이후 흔들리는 모습을 보여주었으며 준우승에 그쳤다. 서머 시즌에서는 시즌 내내 엄청난 모습을 보여주었으며 팀의 우승에 기여했다. 롤드컵 2015에서는 매 경기 압도적인 모습을 보여주면서 팀의 롤드컵 우승을 이끌었다. 롤드컵 2015에서 MVP에 선정되었다. 시즌 종료 후 올스타전에 출전했다.
2016시즌을 앞두고 LGD 게이밍에 입단했다. 스프링 시즌 초반에는 좋지 못한 폼을 보여주었으나 이후 개선되는 모습을 보여주었고 팀의 포스트시즌 진출에 기여했다. 서머 시즌에는 팀이 승강전까지 떨어졌지만 팀의 잔류에 기여했다.
2017시즌을 앞두고 아프리카 프릭스에 입단했다. 스프링 시즌에서는 괜찮은 모습을 보여주었다. 서머 시즌에서도 준수한 모습을 보여주면서 팀의 포스트시즌 진출에 기여했다. 하지만 포스트시즌 와일드카드 경기에서는 좋지 않은 모습을 보여주었다.
2018시즌을 앞두고 탑 e스포츠 게이밍에 입단했다. 스프링 시즌 괜찮은 모습을 보여주었다. 서머 시즌에는 초반 몇 경기 이후 출전하지 않았다.
2019년 1월 20일, 현역 은퇴를 선언했다.

## 지도자 경력
2023시즌을 앞두고 팀 리퀴드의 감독으로 선임되었다.

## 소속팀

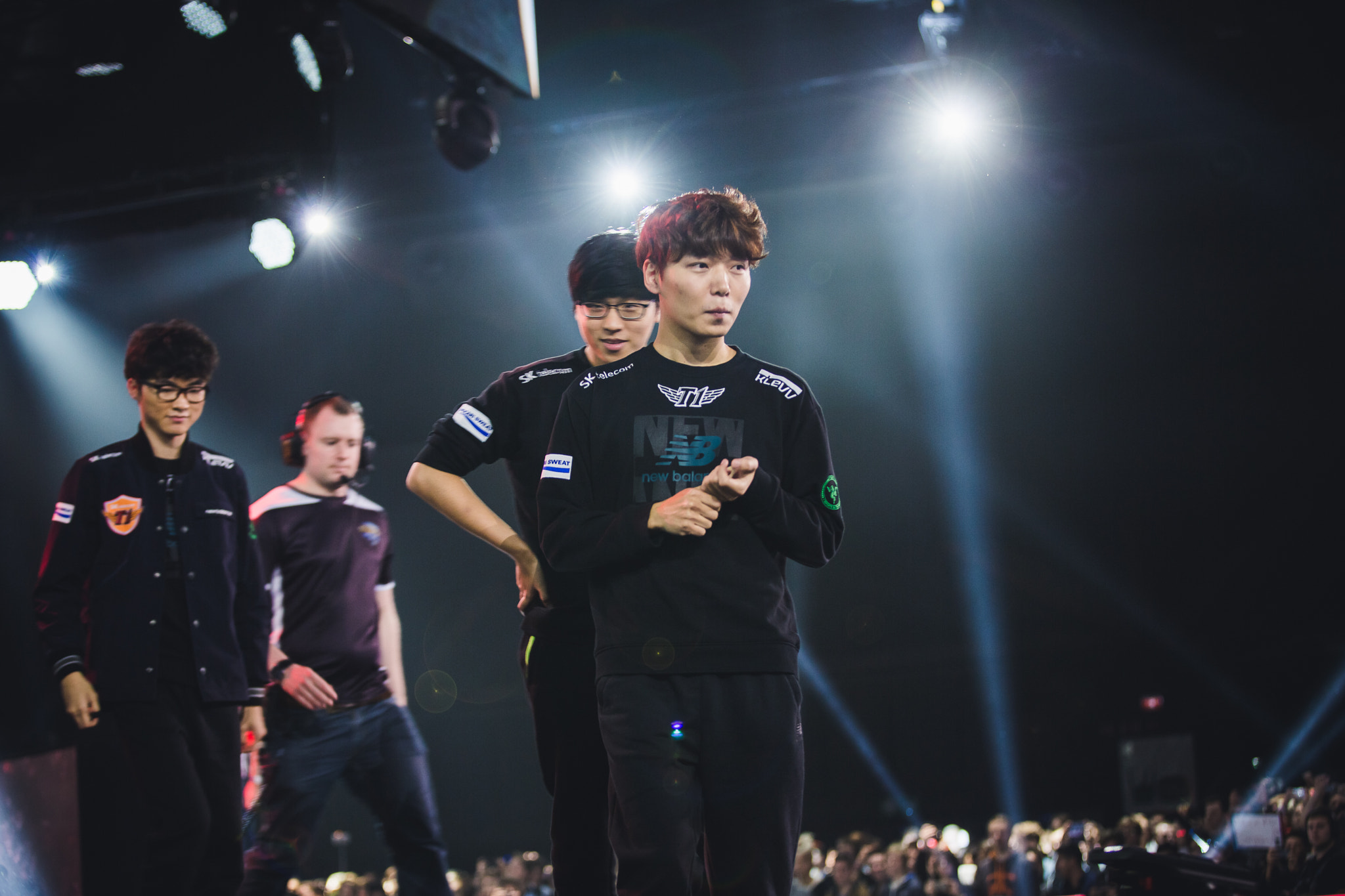
2015 월드 챔피언십 대회 중 마린.

### 선수
| # | 팀명              | 소속 기간             | 소속 리그 | 비고 |
| - | ----------------- | --------------------- | --------- | ---- |
| 1 | SK텔레콤 T1 S     | 2013.06.29~2015.11.25 | LCK       |      |
| 2 | LGD 게이밍        | 2015.12.10~2016.12.03 | LPL       |      |
| 3 | 아프리카 프릭스   | 2016.12.12~2017.11.20 | LCK       |      |
| 4 | 탑 e스포츠 게이밍 | 2018.02.14~2018.11.08 | LPL       |      |

### 지도자
| # | 팀명      | 직책 | 소속 기간   | 소속 리그 | 비고 |
| - | --------- | ---- | ----------- | --------- | ---- |
| 1 | 팀 리퀴드 | 감독 | 2022.11.19~ | LCS       |      |

## 수상 내역

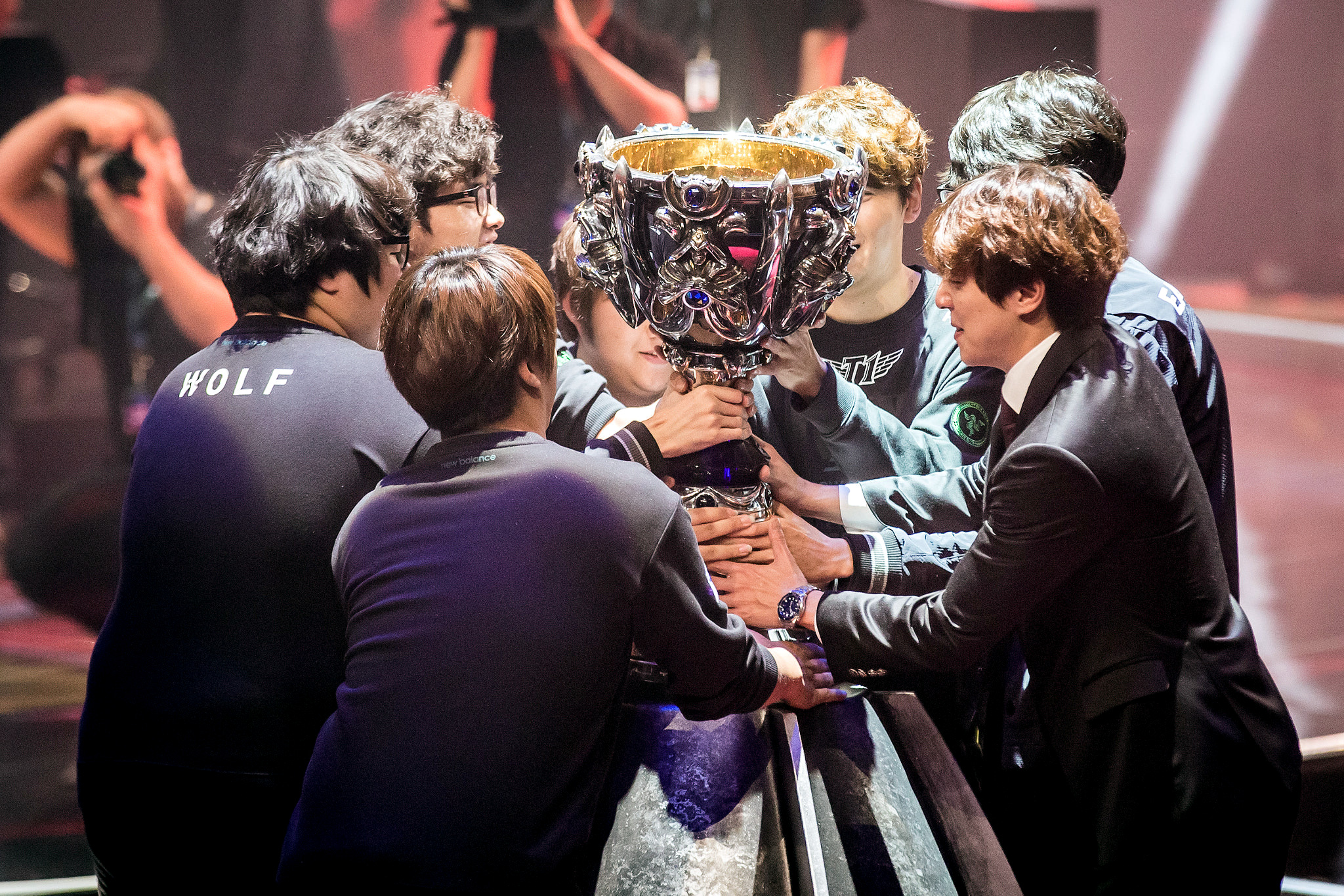
2015 월드 챔피언십 우승 사진.

### T1
- SK텔레콤 LTE-A LoL 마스터즈 2014 준우승
- 스베누 리그 오브 레전드 챔피언스 코리아 스프링 2015 우승
- 리그 오브 레전드 미드 시즌 인비테이셔널 2015 준우승
- 스베누 리그 오브 레전드 챔피언스 코리아 서머 2015 우승
- 리그 오브 레전드 월드 챔피언십 2015 우승
- 리그 오브 레전드 월드 챔피언십 2015 MVP
- 리그 오브 레전드 올스타전 2015 우승
- 2015 대한민국 e-스포츠 대상 리그 오브 레전드 탑 부문 인기상
- e스포츠 명예의 전당 히어로즈

### LGD 게이밍
- 내셔널 e스포츠 토너먼트 2016 준우승